# Hans Burren
Hans Burren (* 3. Dezember 1915 in Bern; † 10. Juni 1979 in Thun; reformiert, heimatberechtigt in Köniz) war ein Schweizer Politiker (BGB).

## Leben
Hans Burren kam am 3. Dezember 1915 in Bern als Sohn des Handelslehrers Ernst Erwin Burren und der Marie geborene Schenk zur Welt. Burren war beruflich ab 1944 als Hauptlehrer an der Kaufmännischen Berufsschule Thun beschäftigt, deren Leitung er von 1965 bis 1978 innehatte.
Hans Burren war verheiratet mit Alice geborene Roth. Er starb am 10. Juni 1979 ein halbes Jahr nach Vollendung seines 63. Lebensjahres in Thun.

## Politischer Werdegang
Burren, Mitglied der Bauern-, Gewerbe- und Bürgerpartei (BGB), begann seine politische Karriere 1950 im Gemeinderat von Thun, dem er bis 1966 angehörte. Dort war er in der Funktion des Schulvorstehers massgeblich an der Entwicklung der städtischen Ausbildungsstätten beteiligt. Darüber hinaus vertrat er seine Partei von 1954 bis 1960 im Berner Grossen Rat, daran anschliessend bis 1963 im Nationalrat. Zuletzt stand er der Berner BGB in den Jahren 1966 bis 1971 als Präsident vor.